# Ranunculus grandifolius
Ranunculus grandifolius är en ranunkelväxtart som beskrevs av Carl Anton von Meyer. Ranunculus grandifolius ingår i släktet ranunkler, och familjen ranunkelväxter. Inga underarter finns listade i Catalogue of Life.